# Климкин, Павел Анатольевич
Па́вел Анато́льевич Кли́мкин (укр. Павло Анатолійович Клімкін; род. 25 декабря 1967, Курск) — украинский государственный деятель и дипломат.
Министр иностранных дел Украины с 19 июня 2014 по 29 августа 2019 года. Чрезвычайный и Полномочный Посол (2012).

## Биография
Родился 25 декабря 1967 года в Курске. По утверждению бывшего президента Грузии и главы Одесской области М. Н. Саакашвили «Павел Климкин этнически не украинец, а русский» и «по-украински говорит хуже меня».
В 1984 году окончил киевскую физико-математическую школу № 145.
В 1991 году окончил Московский физико-технический институт, факультет аэрофизики и космических исследований по специальности — прикладная математика и физика.
Владеет украинским, русским, английским и немецким языками, имеет базовые знания французского языка.
В 1991—1993 годах — научный сотрудник Института электросварки им. Патона НАН Украины.

### Дипломатическая карьера
В 1993—1997 годах — атташе, третий, второй секретарь Департамента военного контроля и разоружения МИД Украины.
В 1997—2000 годах — третий, второй секретарь посольства Украины в Германии по научно-техническим и политическим вопросам.
В 2000—2002 годах — первый секретарь, советник Департамента экономического сотрудничества МИД Украины по вопросам ядерной и энергетической безопасности.
В 2002—2004 годах — начальник отдела экономического и секторального сотрудничества с ЕС Департамента европейской интеграции МИД Украины.
В 2004—2008 годах — советник-посланник Посольства Украины в Великобритании.
С марта 2008 по апрель 2010 года — директор Департамента Европейского Союза МИД Украины.
С апреля 2010 по 29 апреля 2011 года — заместитель министра иностранных дел Украины.
С 29 апреля 2011 по 22 июня 2012 года — заместитель министра иностранных дел Украины — руководитель аппарата.

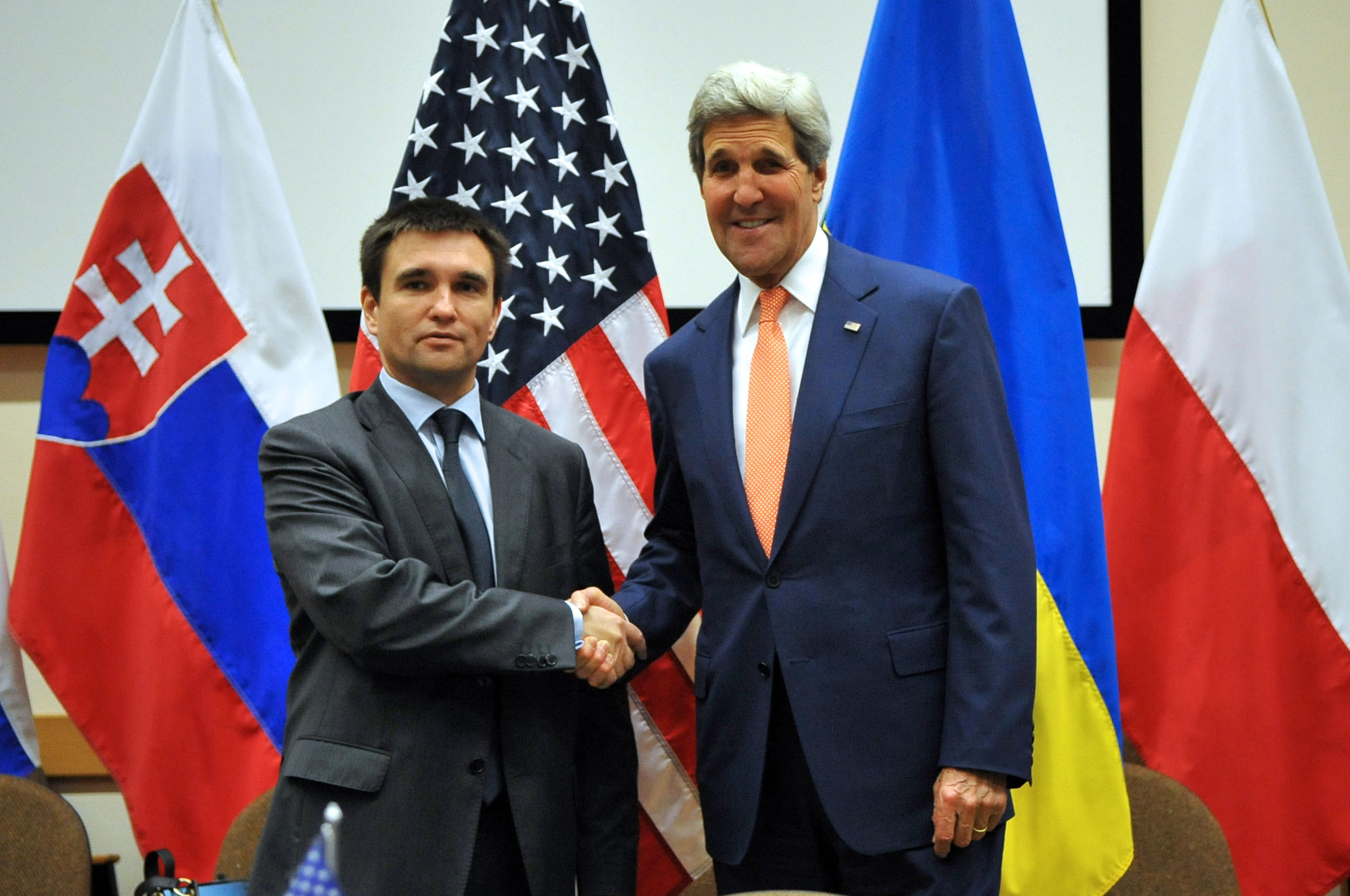
Павел Климкин на встрече с госсекретарём США Джоном Керри, 25 июня 2014 года

С 22 июня 2012 по 19 июня 2014 года — Чрезвычайный и полномочный посол Украины в Федеративной Республике Германия.

### На посту главы МИД Украины
С 19 июня 2014 года министр иностранных дел Украины. С 24 июня 2014 года член Совета национальной безопасности и обороны Украины.
В марте 2015 года объявил личный бойкот всем российским СМИ, и тогда же украинский МИД отменил их аккредитацию.
14 апреля 2016 года правительство Яценюка было отправлено в отставку, в новом правительстве Гройсмана Климкин сохранил должность министра иностранных дел Украины. По свидетельству Гройсмана в 2019 году, кандидатура Климкина наряду с Яресько являлась потенциальной в преемничество премьер-министру Яценюку, однако обе они не нашли поддержки в парламенте.
В интервью газете Rheinische Post, данном 2 февраля 2018 года, Павел Климкин заявил о намерении Украины выработать меры против немецких компаний Volkswagen и Adidas за то, что те работают в Крыму. Он отметил: «Любая попытка обойти ту или иную российскую санкцию, введённую в результате аннексии Крыма, должна быть наказуема законом. У нас в распоряжении есть широкий выбор правовых механизмов, которыми мы можем оперировать. В настоящее время мы находимся в процессе поиска взвешенного решения».
17 мая 2019 года написал заявление об отставке с поста министра иностранных дел Украины. После инаугурации избранного президента Владимира Зеленского 20 мая Павел Климкин должен был сложить министерские полномочия, после чего планировал избираться в Верховную раду.
В конце июня 2019 года между Климкиным и президентом Владимиром Зеленским произошёл конфликт, имеющий отношение к судьбе задержанных российскими властями в ходе пограничного конфликта в Керченском проливе. 26 июня Климкин заявил о получении ноты МИД РФ с предложением возможных вариантов освобождения украинских моряков, и объявил, что отказался обсуждать какие бы то ни было предложения российской стороны. 27 июня Зеленский публично заявил представителям СМИ о своём возмущении по поводу действий Климкина, который без его ведома ответил на российскую ноту, и потребовал от премьер-министра Владимира Гройсмана привлечь его к дисциплинарной ответственности. 1 июля Зеленский во второй раз направил в Верховную раду письмо с просьбой рассмотреть вопрос об увольнении Климкина с поста министра иностранных дел. После этого Климкин объявил, что с 3 июля уходит в «политический отпуск».

### Последующая политическая деятельность
1 июля 2019 года Павел Климкин рассказал журналистам, что отказался от предложения Петра Порошенко присоединиться к партии «Европейская солидарность» и баллотироваться с ней в Верховную раду. Климкин сообщил, что не исключает того, что будет выдвигать свою кандидатуру на выборах городского головы Киева.

## Взгляды

### СССР и СНГ
После смены власти на Украине в 2014 году в стране развернулась политика по «очищению» её от советского прошлого. Климкин неоднократно затрагивал эту тему. В январе 2018 года он выразил недоумение тем, что в центре Киева до сих пор не была разобрана Арка дружбы народов, которая была установлена по случаю 60-летнего юбилея создания СССР, задаваясь вопросом: «или мы запутались в символах, или, может, из-за того, что не осталось пионеров, которые бы на металлолом разобрали?». Его высказывание вызвало ответную реакцию официального представителя МИД России М. В. Захаровой, заявившей, что на Украине действительно не осталось пионеров, но «даже если бы они и остались, то памятник всё равно стоял бы на месте: перед детьми-пионерами взрослые ставили адекватные задачи, вандализм в их число не входил».
Спустя почти год, на новый 2019 год, он высказал недовольство тем, что в эфире украинского телевидения транслировалось много советских фильмов, но при этом подытожил: «хотелось бы верить, что за этот год мы стали ещё немного менее советскими». Что касается образования, в его статье, опубликованной в марте того же года агентством «Украинские новости», было сказано о том, что жители Украины находились в ожидании того, что «освобождённая от советских оков украинская высшая школа рванёт вперёд»: «В начале нашей независимости мы все искренне ожидали, что освобождённая от советских оков украинская высшая школа рванёт вперёд и быстро сравнится с европейской и мировой, тем более, что запас качества у нас был ничего. К сожалению, всё произошло с точностью до наоборот. Социальный и материальный статус учёного и преподавателя был опущен ниже плинтуса, бывшие отличники стали полными лузерами по сравнению с распальцованными двоечниками».
Об СССР он высказывался как об империи из смеси государственности Московского царства, абсолютизма и коммунизма: «Октябрьская революция создала империю-мутанта. Традиции Московского царства и абсолютизма соединились с факторами сектантского коммунизма». При этом он проводил связь между первым русским царём и «вождём народов»: «Иван Грозный не был коммунистом, но Сталин руководствовался той же логикой». Когда же опрос «Левада-центра», проведённый среди россиян в 2019 году, показал одобрение роли Сталина в истории страны, то Климкин расценил результаты опроса как свидетельство «о зазомбированности и дегуманизированности нынешнего российского общества», поскольку, по его слова, здоровое общество и нормальные люди не могут уважать «тирана-параноика».
28 февраля 2018 года уругвайское издание Observador опубликовало статью Климкина, где тот утверждал, что во времена Советского Союза украинцы пытались противостоять «коммунистическому тоталитаризму», чтобы защитить демократические и европейские ценности, а сам советский период нанёс украинскому народу «историческую травму».
Негативно Климкин отзывался и об СНГ, называя её сленговым выражением «совок»:
Лукашенко говорит, что Украина не вернётся в СНГ. Правильно говорит. Во-первых, мы этого никогда не позволим, а во-вторых, СНГ — это совок, для которого люди ничего не стоят. Они материал, а не сущность. Что-то мне подсказывает, что и Беларуси в СНГ не будет, однако будет это уже, думаю, не при Лукашенко. Скажу больше: самого СНГ тоже не будет, его объединяет только прошлое в Советском Союзе. Свободным людям там делать нечего. В России 75 % жалеют о распаде СССР, а я мечтаю, чтобы дети нас спрашивали о совке, как, например, в Хорватии — об Австро-Венгерской империи. То есть все знают, что она была, но не помнят, что это такое.

### Крым
В 2019 году Климкин написал для чешского сайта Aktuálně.cz статью по истории Крыма. В ней глава МИД Украины решил привести «легко доказуемые исторические факты», опровергающие «миф о „российском Крыме“». Коренным народом полуострова Климкин объявляет крымских татар и подчёркивает, что «русских на полуострове не было, если не считать военнопленных». Чтоб очистить «Крым от коренного населения и заменить его этническими русскими», в 1944 году была проведены депортация крымских татар. При этом Климкин упомянул и о выселении с полуострова крымских греков, болгар и армян. Оставшееся население составляли местные славяне из числа русских и украинцев, но «люди со всех концов России начали массово переселяться в Крым» и они поселились в домах депортированного населения. Переселившихся людей Климкин называет «русскими колонистами».
В этой же статье Климкин перечисляет современные государства (Польша, Латвия, Литва, Эстония, Финляндия), территории которых в разное время стали частью Российской империи. Отмечая существование у крымских татар своего государственного образования, которое вошло в 1783 году в состав России, Климкин пишет: «Это лишь одна из стран и один из народов, которые в своё время Российская империя поработила. И только одно отличает Крым от вышеупомянутых государств: после распада Российской империи в 1917 года крымским татарам не удалось сохранить независимость. Крым, как и Украину, захватили большевики, и он остался частью той же российской империи, которая отныне звалась СССР». Предоставление большевистской Москвой автономии Крыму в 1921 году как части РСФСР, по мнению Климкина «противоречило объективной реальности, поскольку географически Крым относится к Украине, а Россия никак с ним территориально не связана». Согласно Климкину, состоявшаяся в 1954 году передача Крымской области из состава РСФСР в состав УССР не нарушала Советского законодательства, а потому «российский миф о том, что Крым Украине своевольно подарил глупый Хрущёв, — это наглая ложь».
Климкин утверждает в своей статье, что «говорить о почти 150 годах в плену у Российской империи (1783—1917) нельзя» и что в составе Советской России Крым пробыл всего 33 года (1921—1954).

### УПА
В связи с запретом идеологии Степана Бандеры и Украинской повстанческой армии (УПА) в Польше, Климкин предложил Варшаве запретить польского маршала Юзефа Пилсудского с «его жестокой „пацификацией“ украинцев Галичины, а также Армию краевую, чьи отряды осуществляли кровавые карательные акции против украинских сёл». Затем, польская газета «Rzeczpospolita» опубликовала статью Климкина, посвящённой польско-украинским отношениям. В своей статье автор не обошёл стороной УПА, причастной к массовым убийствам поляков на Волыни в 1943 году. По заявлению Климкина, Польша дискредитирует национально-освободительную борьбу украинского народа, «приравнивая её к преступлениям против польских граждан». Заместитель министра иностранных дел Польши Бартош Цихоцкий подверг критике данную статью, отметив, что статья Климкина свидетельствует о его «исторической неграмотности, с которой трудно спорить».

### Киевская Русь
После обнаружения (начиная с 2014 года) археологами на Почтовой площади памятников, относящихся ко временам Киевской Руси (в том числе остатки квартала), Климкин выступил в поддержку создания Музея истории Киева на Почтовой площади.
В своей статье для уругвайского издания Observador за 2019 год, он рассматривал Украину как преемницу Киевской Руси, причём Украина, по его словам, на протяжении всей истории играла «важнейшую роль в формировании Европы и её ценностей», а сама Киевская Русь спасала Европу от завоеваний, в качестве примеров которых Климкин приводил татаро-монгольское нашествие и «защиту от Османской империи». Из этой же статьи следует, что Россия и Белоруссия произошли от Украины, поскольку Климкин отождествляет Украину с Киевской Русью и употребляет выражение «Украина-Русь». Реагируя на это, первый заместитель председателя Комитета Совета Федерации России по международным делам В. М. Джабаров напомнил об отсутствии в те времена понятий Украина, Белоруссия и Россия и что вместо Украины существовала Киевская Русь, заключив: «Говорить о том, что все народы произошли от украинцев, — это всё равно что сказать, что они же и выкопали Чёрное море. Об этом Киев, кстати, тоже заявлял. Но если Климкину так приятно, то пусть он считает, что Украина — прародительница всех народов, населяющих территорию бывшего Советского Союза. Только от этого ничего не меняется. По истории же он всё равно получает тройку». По словам же первого заместителя председателя Комитета Государственной думы России по культуре В. В. Бортко, слова о происхождении всего от Украины это «безумие», напомнив: «Украина, Россия и Белоруссия — один и тот же народ, который произошёл от Киевской Руси»".

### Россия, Белоруссия и казачество
В марте 2018 года на одном из интернет-сайтов была опубликована статья Климкина «Україна і Білорусь. Логіка історії» («Украина и Белоруссия. Логика истории»). В ней он рассуждал о том, что Украинская Народная Республика (УНР) могла стать примером для белорусских патриотов, что вылилось в образование Белорусской Народной Республики (БНР):
Думаю, что именно украинский пример вдохновил белорусских патриотов на создание собственного государства. Во всяком случае эти два события, безусловно, взаимосвязаны, как взаимосвязаны и вся история двух наших стран и народов.
В 2019 году, когда Государственная Дума РФ приступила к подсчёту убытков, понесённых Крымом за 23 года нахождения в составе Украины, Климкин стал задумываться о требовании компенсации с России за многовековую «оккупацию» Украины. Об этом он сперва писал в марте в Facebook, а уже 5 апреля в эфире «Эспрессо TV» Климкин заявил, что Киев может потребовать от России «компенсацию за века оккупации». В ответ на это официальный представитель МИД России Мария Захарова в шутку поинтересовалась, сдавал ли глава украинского МИД анализы: «Мы же теперь знаем, что без анализов на Украине важные разговоры не ведутся».
Анонсируя в 2018 году год украинской культуры в Австрии, Павел Климкин в своем Twitter написал, что донские казаки имеют отношение к Украине. Отвечая на вопрос газеты «Взгляд», депутат Госдумы и бывший Войсковой атаман «Всевеликого войска Донского», казачий генерал В. П. Водолацкий заявлял: «если министр иностранных дел безграмотный человек, то я сочувствую внешней политике Украины…. Домыслы и сказки Климкина не имеют ничего общего с реальной историей».

## Личная жизнь
- Первая жена — Наталья Климкина, работает первым секретарём посольства Украины в Нидерландах. Дети: два сына, живут с матерью в Голландии. Пара распалась из-за политических разногласий.
- Вторая жена (с 2015) — Марина Юрьевна Михайленко, заместитель руководителя главного департамента внешней политики и европейской интеграции, руководитель департамента внешней политики Администрации Президента Украины. Дочь советского генерал-майора в отставке Юрия Васильевича Михайленко, награждённого в 2014 году медалью «За возвращение Крыма» и проживающего в Крыму. Из-за позиции Юрия Васильевича пара порвала любые отношения с ним, однако формально Михайленко от своего отца «не отреклась»[42][43].

## Награды
- Кавалер ордена «За заслуги» ІІІ степени (19 июня 2017)[44]
- Почётная грамота Кабинета Министров Украины (август 2009).
- Благодарность Министерства иностранных дел Украины (декабрь 2009).